# Bispo de Salisbury
O Bispo de Salisbury é o ordinário da Igreja Anglicana responsável pela Diocese de Salisbury, na província de Cantuária. A sé da Diocese de Salisbury é a Catedral de Salisbury, fundada em 1220.
Seu atual bispo é Stephen Lake.